# Adam Digovich
Adam Digovich (ur. 25 marca 1987) – południowoafrykański zapaśnik walczący przeważnie w stylu wolnym. Zdobył srebrny medal na mistrzostwach Afryki w 2009 i brązowy w 2011. Trzeci na mistrzostwach Wspólnoty Narodów w 2013 roku.